# Попасное (Белокуракинский район)
Попасное (укр. Попасне) — село, относится к Белокуракинскому району Луганской области Украины.
Население по переписи 2001 года составляло 90 человек. Почтовый индекс — 92212. Телефонный код — 6462. Занимает площадь 0,373 км². Код КОАТУУ — 4420988212.

## Местный совет
92212, Луганська обл., Білокуракинський р-н, с. Червоноармійське  (укр.)